# Lingkok (Titeue)
Lingkok is een bestuurslaag in het regentschap Pidie van de provincie Atjeh, Indonesië. Lingkok telt 653 inwoners (volkstelling 2010).